# 雅各布·瓦瑟曼
雅各布·瓦瑟曼（德語：Jakob Wassermann，1873年3月10日—1934年1月1日）是德国作家。他是他那个时代最多产和最受欢迎的故事讲述者之一。

## 生平

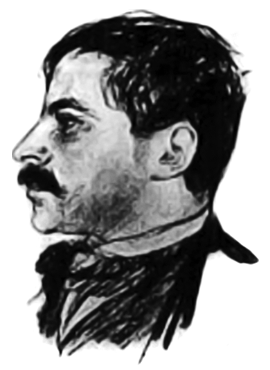
雅各布·瓦瑟曼

雅各布·瓦瑟曼是犹太服装商阿道夫·瓦瑟曼和他的妻子亨丽埃特·瓦瑟曼的长子。瓦瑟曼出生于菲尔特。从菲尔特的皇家中学毕业后，瓦瑟曼本应像父亲一样成为一名商人、犹太玩具制造商和杂货商，但因为受到写作使命的感召而中断了他于1889年在维也纳开始的学徒生涯。在维尔茨堡服了一年兵役，在一家保险公司做短暂的工作，并在德国南部漫无目的地游荡后，他成为恩斯特·冯·沃尔佐根的秘书，并通过后者的关系，于1896年在慕尼黑认识了出版商阿尔伯特·朗根，后者将他吸收为《单纯性》杂志的编辑部成员。与朗根一起，在他的第一部作品《梅鲁辛》（1896年）之后，瓦瑟曼又出版了更多的散文作品，包括小说《齐尔道夫的犹太人》（1897年，1906年新版），这是一部关于17世纪沙巴泰·泽维的编年史，随后描述了19世纪法兰克尼亚小城的犹太人社区。
在慕尼黑，瓦瑟曼住了将近三年，他与托马斯·曼和里尔克成为了朋友。 1897年末，他开始为《法兰克福报》撰写文章和戏剧报道，后来他代表该报移居维也纳，在那里他加入了“青年维也纳”的诗人组织，一起的有亚瑟·施尼茨勒。
1899年，瓦瑟曼成为柏林塞缪尔·菲舍尔出版社的作家，该出版社于1901年出版了小说《年轻的雷纳特·富克斯的故事》 。同年，他与来自维也纳一个富裕家庭的朱莉·斯派尔结婚。他们的四个孩子于1901年至1915年间在维也纳出生。 从他的文学活动开始，瓦瑟曼就写了平行的新闻和散文文本（包括《叙述的艺术》，1904 年）和叙事作品，然而，几乎没有找到任何回应。即使是广受好评的小说《卡斯帕尔·豪泽尔》(1908) 最初也卖得不好。就在第一次世界大战开始前不久，他陷入了深深的怀疑——他的妻子阻止他服兵役——瓦瑟曼才完成了一部小说，并首次获得了巨大的发行量：《鹅人》（1915）。这部作品是对迫害和摧毁天才的小资产阶级庸俗主义的控诉。
战争结束后，出版了两卷本小说《克里斯蒂安·瓦恩沙夫》（1919年，1932年新版），这是一个资产阶级子弟的生平故事，瓦瑟曼将其献给了他的新伙伴玛莎·卡尔魏斯。 1919年，他与比他小16岁的作家在离开妻子后搬到了阿尔陶塞，但由于不断出现新的诉讼和对金钱的要求，他将离婚推迟到1926年。 这对夫妇的儿子卡尔·乌尔里希（查尔斯）出生于1924年2月。与朱莉的关系冲突的回声在小说《劳丁和他的家人》（1925）中引起共鸣。 1926 年，玛莎成为瓦瑟曼的第二任妻子，也是他的第一位传记作者。在阿尔陶塞，他与胡戈·冯·霍夫曼史塔关系友好。
在1920年代末和1930年代初，瓦瑟曼以几部小说获得了世界声誉，这些小说显示出轰动性的倾向。瓦瑟曼的作品至今仍以多种版本发行，作为他们那个时代的文献也很有价值。受精神分析和陀思妥耶夫斯基风格的影响，瓦瑟曼巧妙地描绘了人物灵魂的细微差别。
瓦瑟曼深信他可以通过文学培养一种新的人性，他反对一切形式的心灵懒惰，并为正义的胜利而斗争。这也构成了瓦瑟曼最著名的散文作品《毛利求斯案》（1928年）的核心，其中16岁的埃策尔·安德加斯特以青春活力，揭露了18年前犯下的误判。长期以来，该作品被错误地视为对卡尔·豪案的反映。特奥多尔·莱辛 就哈斯曼案写道：“只有一个人，雅各布·瓦瑟曼，他创作了所有正义书籍中最美丽的故事——小埃策尔的故事，他公开宣称，他不会休息，直到他成功地恢复了明显受屈的哈尔斯曼的声誉。“ 
除了小说之外，瓦瑟曼还写了成功的传记（《克里斯托夫·哥伦布》，1929 年）并继续他的散文写作，在其中他反复处理犹太人在非犹太人环境中的存在（《我的德国人和犹太人之路》，1921年）  ——最近一次还是在1933年，也就是他被普鲁士艺术学院开除的那一年，出版了《自述》。他的书与1933年纳粹党焚书的同时被禁，尽管他是当时阅读最广泛的作家之一。对他来说，这不仅意味着物质上的毁灭，而且最重要的是，他毕生希望能够通过他的工作帮助建立一个没有国家紧张局势和没有种族仇恨的和平世界的希望破灭了。1934年1月1日，瓦瑟曼在阿尔陶塞去世，享年60岁，生活贫困，心理崩溃。罗伯特·诺伊曼在他的自传中揭露说，可能是故意接错了电话——当时的电话仍需手动接通+肯定是导致他中风的原因所在。瓦瑟曼曾想向他的出版商索要急需的2,000马克的预付款，但对错误的信息感到非常沮丧。诺伊曼还写到，他早年与瓦瑟曼的相遇，后者认为他“完全没有才华”，这促使他成为一名作家。 

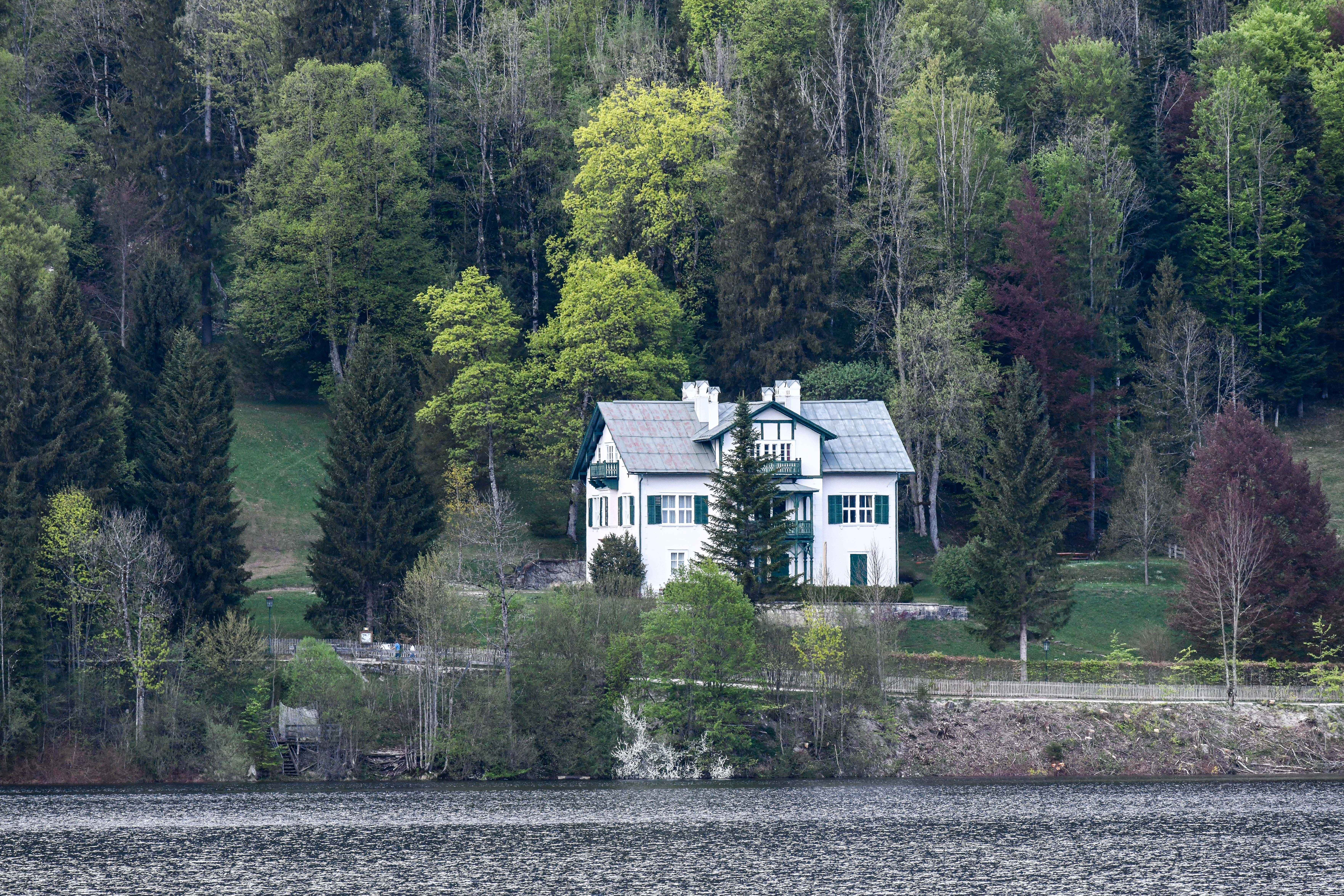
位于阿尔陶塞的瓦瑟曼别墅

雅各布·瓦瑟曼的坟墓位于奥地利的阿尔陶塞公墓。

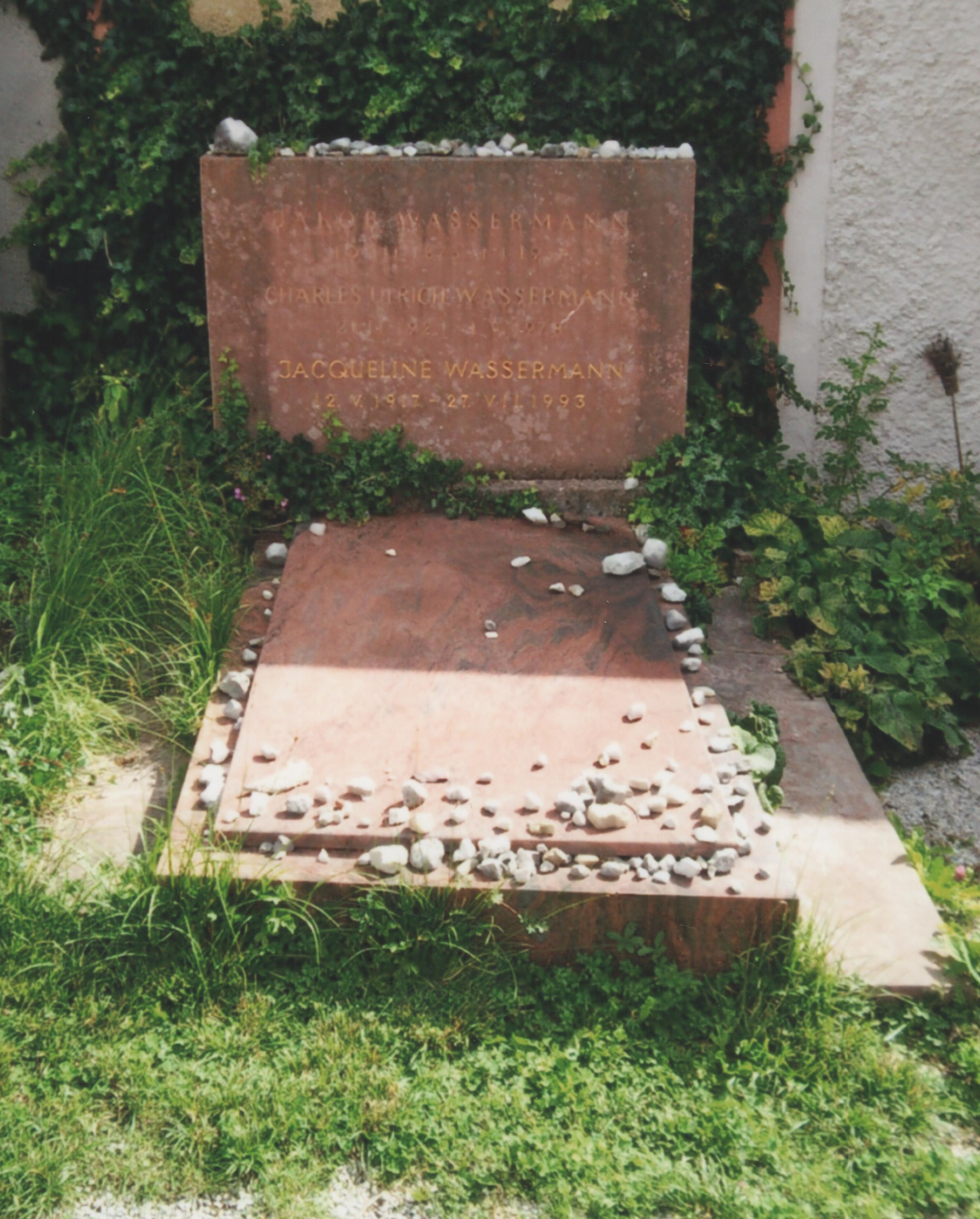
雅各布·瓦瑟曼、他的儿子“查尔斯”和他的儿媳杰奎琳的坟墓

瓦瑟曼的私人图书馆和他的别墅一样，于1935年被拍卖，成为酒店经营者迈克尔·弗里希姆特的财产。他可能还在该收藏中添加了一些国家社会主义的书目，这些书目至今仍在收藏。弗里希姆特在二战中倒台后，该家族不再使用该图书馆，并在1960年代将其卖给了纽伦堡市图书馆，该图书馆当时正在为计划中的法兰克文学研究所寻找合适的库存。 2,800卷的藏书今天仍在那里。 

## 雅各布·瓦瑟曼奖
1993年，菲尔特市设立了雅各布·瓦瑟曼文学奖，每两到三年颁发一次。

## 作品（部分）
- 《福斯蒂娜》封面设计 1912《梅鲁辛》（小说，1896 年）

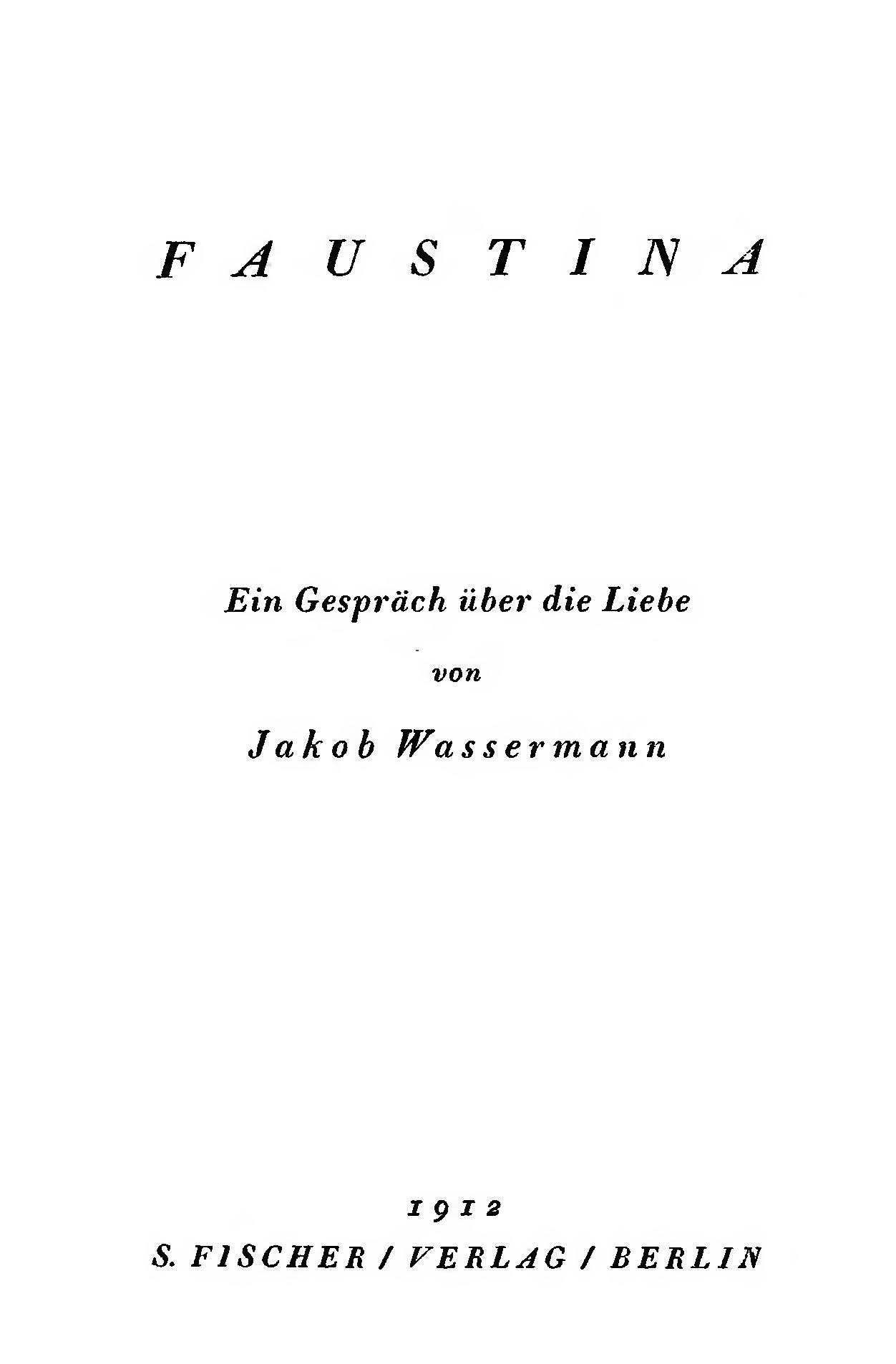
《福斯蒂娜》封面设计 1912

- 《齐恩多夫的犹太人》（小说，1897 年） [8]
- 《你睡了吗，妈妈？》（中篇小说，1897）
- 《霍肯约斯或谎言的喜剧》（戏剧，1898 年）
- 《指挥家》（中篇小说，1898 年，2016 年新版， ISBN 978-3-942836-08-1 ，由Florian Meierott插图）
- 《年轻的Renate Fuchs的故事》（小说，1900 年）
- 《剑圣》（小说，1902）
- 《从未吻过的嘴》（短篇小说，1903）
- 《叙事的艺术》（回忆录，1904 年）
- 《亚历山大在巴比伦》（小说，1905 年）
- 《恩格哈尔特指南》（小说，1905 年，1907 年首次在德国罗马图书馆出版，1973 年作为遗书）
- 《姐妹》（三个故事，1906 年）
- 《卡斯帕尔·豪泽尔》（小说，1908 年）
- 《普拉森堡城堡的囚犯》（故事，1909 年） [9]
- 《金镜》（中篇小说卷，1911 年） [10]
- 《杰罗尼莫·德·阿吉拉尔》（短篇小说，1911 年） [11]
- 《福斯蒂娜》(1912)
- 《四十岁的男人》（小说，1913）
- 《鹅人》（小说，1915）
- 《克里斯蒂安·瓦恩沙夫》（小说，1919 年）2 卷；第 2 卷：露丝。
- 《吉娜拉公主》，世界戏剧和传奇（戏剧，1919）
- 热带地区（第一集）。"无名客"、"亚当-乌尔巴斯"、"戈洛温"、"卢卡迪斯"、"昂纳德"、"约斯特"（S. Fischer出版社，1920）
- 《我作为德国人和犹太人的方式》（自传，1921 年， [12] 2005³ ISBN 978-3-423-11867-5 ）
- 《虚构的桥梁》（研究和论文，1921 年）
- 《欧柏林的三步法和固执》（北回归线。第二集，1922）
- 《乌尔里克·沃伊蒂奇》（小说，1923 年）
- 《费伯或失落的岁月》（小说，1924 年）
- 《劳丁和他的家人》（小说，1925 年）
- 《容克·恩斯特的骚乱》（中篇小说，1926 年）
- 《卡萨马尔卡的黄金》（短篇小说，1928 年）
- 《克里斯托弗·哥伦布》（传记 ，1929)
- 《反省》（1931年）
- 小说三部曲：
  - 《毛里求斯案》(1928)
  - 《埃策尔·安德加斯特》(1931)
  - 《约瑟夫·克霍温的第三种存在》(1934)

## 影视改编
- 《克里斯蒂安·瓦恩沙夫》由乌尔班·迦得导演，根据同名小说改编
- 《恶魔的面具》由维克多·斯约斯特洛姆导演，根据《埃尔文·雷纳的面具》改编
- 《毛里求斯事件》由朱利安·杜维威尔导演，根据《毛里求斯案》改编
- 《卡斯帕尔·豪泽尔之谜》由沃纳·赫尔佐格导演，根据同名小说改编

## 延伸阅读
- Lorenzo Bellettini: Der Seismograf und der Grosserzähler, 《新苏黎世报》, 2011年1月15日, S. 63; 在线版
- Daniela Eisenstein, Dirk Niefanger, Gunnar Och (Hrsg.): Jakob Wassermann. Deutscher, Jude, Literat. Wallstein, Göttingen 2007, ISBN 3-8353-0158-6
- Stephen H. Garrin: The concept of justice in Jakob Wassermann's trilogy. Lang, Bern 1979. (= Europäische Hochschulschriften; Reihe 1, Dt. Sprache u. Literatur; 267) ISBN 3-261-03154-9
- Birgit Gottschalk: Das Kind von Europa. Zur Rezeption des Kaspar-Hauser-Stoffes in der Literatur. Dt. Universitätsverlag, Wiesbaden 1995 ISBN 3-8244-4166-7
- Hermann Greissinger: „In die vierte Existenz vielleicht“. Konzeptionen von „Leben“ und „Nicht-Leben“ im Werk von Jakob Wassermann und in den Erzähltexten der frühen Moderne. Eine semiotisch-strukturale Werk- und Epochenanalyse. Lang, Bern 1986. (= Europäische Hochschulschriften; Reihe 1, Deutsche Sprache und Literatur; 933) ISBN 3-261-03597-8
- Christa Joeris: Aspekte des Judentums im Werk Jakob Wassermanns. Shaker, Aachen 1996 ISBN 3-8265-1720-2
- Rudolf Kayser: Jakob Wassermann. In Zeitschrift für die Geschichte der Juden, Heft 1. Olamenu, Tel Aviv 1970, S. 37–44
- Rudolf Koester: Jakob Wassermann. Morgenbuch, Berlin 1996. (= Köpfe des 20. Jahrhunderts; 122) ISBN 3-371-00384-1
- Thomas Kraft: Jakob Wassermann, dtv, München 2008, ISBN 978-3-423-24705-4
- Heike Lindemann-Luiken: Es ist vergeblich … Sie sagen: „Er ist ein Jude.“ Die Auswirkungen des Antisemitismus im ausgehenden 19. und beginnenden 20. Jahrhundert auf Leben und Werk Jakob Wassermanns. Peter Lang, Frankfurt 2005 (= Kölner Studien zur Literaturwissenschaft, Bd. 14) ISBN 3-631-54100-7
- Markus Malo: Behauptete Subjektivität. Eine Skizze zur deutschsprachigen jüdischen Autobiographie im 20. Jh. Reihe Conditio Judaica, 74. Niemeyer, Tübingen 2009
- Beatrix Müller-Kampel:
  - Jakob Wassermann. Eine biographische Collage. Mandelbaum, Wien 2008. ISBN 978-3-85476-215-7
  - Sekundärliteratur zu Jakob Wassermann (PDF; 186 kB)
- Martin Neubauer: Jakob Wassermann. Ein Schriftsteller im Urteil seiner Zeitgenossen. Lang, Frankfurt 1994. (= Europäische Hochschulschriften; Reihe 1, Deutsche Sprache und Literatur; 1485) ISBN 3-631-47919-0
- Nicole Plöger: Ästhet, Ankläger, Verkünder. Jakob Wassermanns literarische Anfänge 1890–1900. Ergon, Würzburg 2007 ISBN 3-89913-584-9
- Erwin Poeschel: Jakob Wassermann. In: Juden in der deutschen Literatur. Welt-Verlag Berlin 1922, S. 76–100.
- Regina Schäfer: Plaidoyer für Ganna. Männer und Frauen in den Romanen Jakob Wassermanns. Niemeyer. Tübingen 1992 (= Untersuchungen zur deutschen Literaturgeschichte; 62) ISBN 3-484-32062-1
- Reiner Scheel: Literarische Justizkritik bei Lion Feuchtwanger, Robert Musil, Wassermann und Arnold Zweig. Klartext, Essen 2008 ISBN 978-3-89861-919-6
- Esther Schneider-Handschin: Das Bild des Bürgertums in Jakob Wassermanns „Andergast-Trilogie“. Peter Lang, Bern 1990 (= Europäische Hochschulschriften; Reihe 1, Deutsche Sprache und Literatur; 1170) ISBN 3-261-04164-1
- Kaspar Schnetzler: Der Fall Maurizius. Jakob Wassermanns Kunst des Erzählens. Peter Lang, Bern 1968
- Wolfgang Schoberth & Doris Leithner: Text und Kommentar zu „Die Gefangenen auf der Plassenburg“. Buchners Schulbibliothek der Moderne, H. 22, Bamberg 2005, ISBN 3-7661-3972-X
- Marion Weindl: Funktion und Konstruktion des Erzählkunstwerks. Königshausen & Neumann, Würzburg 1995 (= Epistemata; Reihe Literaturwissenschaft; 144) ISBN 3-8260-1010-8
- 史蒂芬·茨威格: „Jakob Wassermann“ Essays – Auswahl 1907–1924. Insel-Verlag 1983, S. 31–51.